# North Uist
North Uist (en gaélico escocés: Uibhist a Tuath) es una isla de las Hébridas Exteriores. Según el censo de 2001 tenía una población de 1.657 habitantes. Está unida a Benbecula vía Grimsay, a Berneray y a Baleshare. A excepción del sudeste, la isla es muy plana y mayoritariamente cubierta de agua. Algunos de los pequeños lagos tienen mezcla de agua dulce y salada.
North Uist es la décima isla más grande de Escocia y la decimotercera de Gran Bretaña (excluida Irlanda). Su superficie es de 117 millas cuadradas, algo más pequeña que South Uist.
La población más grande es Lochmaddy, un puerto de pesca y donde hay un museo, un centro artístico y una cámara oscura. Otras poblaciones incluyen Carinish, Port nan Long y Scolpaig. 
North Uist tiene multitud de estructuras prehistóricas, entre las que se incluyen las tumbas de Barpa Langass, el círculo de piedras Pobull Fhinn y los menhires de Fir Bhreige. La isla es conocida por su ornitología, razón por la cual hay una reserva natural en Balranald.
La isla también es conocida por su club atlético (North Uist Amateur Athletics Club), que fomenta las competiciones atléticas a nivel local.
Nació agus se creció la cantadora Julie Fowlis en Uibhist a Tuath, y canta mayormente canciones folklóricas de la isla.